# Chrastava
Chrastava (deutsch Kratzau) ist eine Kleinstadt im Okres Liberec in Tschechien.

## Geographische Lage
Die Stadt liegt im nördlichen Böhmen in 350 m ü. NN westlich des Isergebirges an der Mündung der Jeřice (Görsbach) in die Lausitzer Neiße, südöstlich von Grabštejn (Grafenstein) und nordwestlich von Liberec (Reichenberg).

## Geschichte

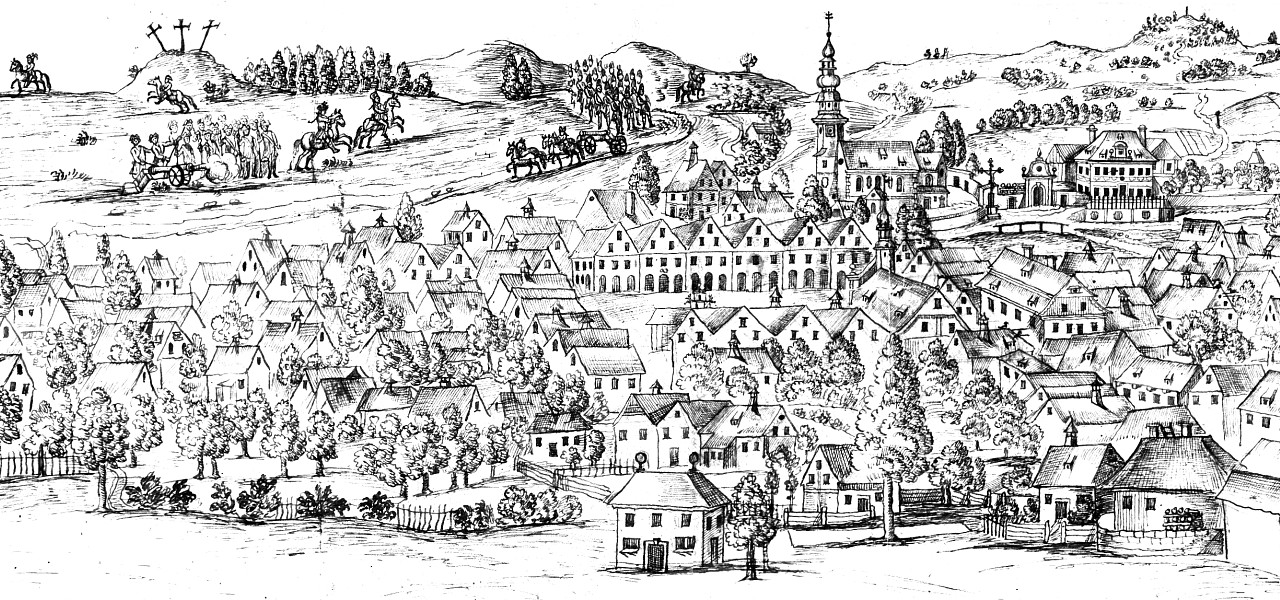
Kratzau in der zweiten Hälfte des 18. Jahrhunderts

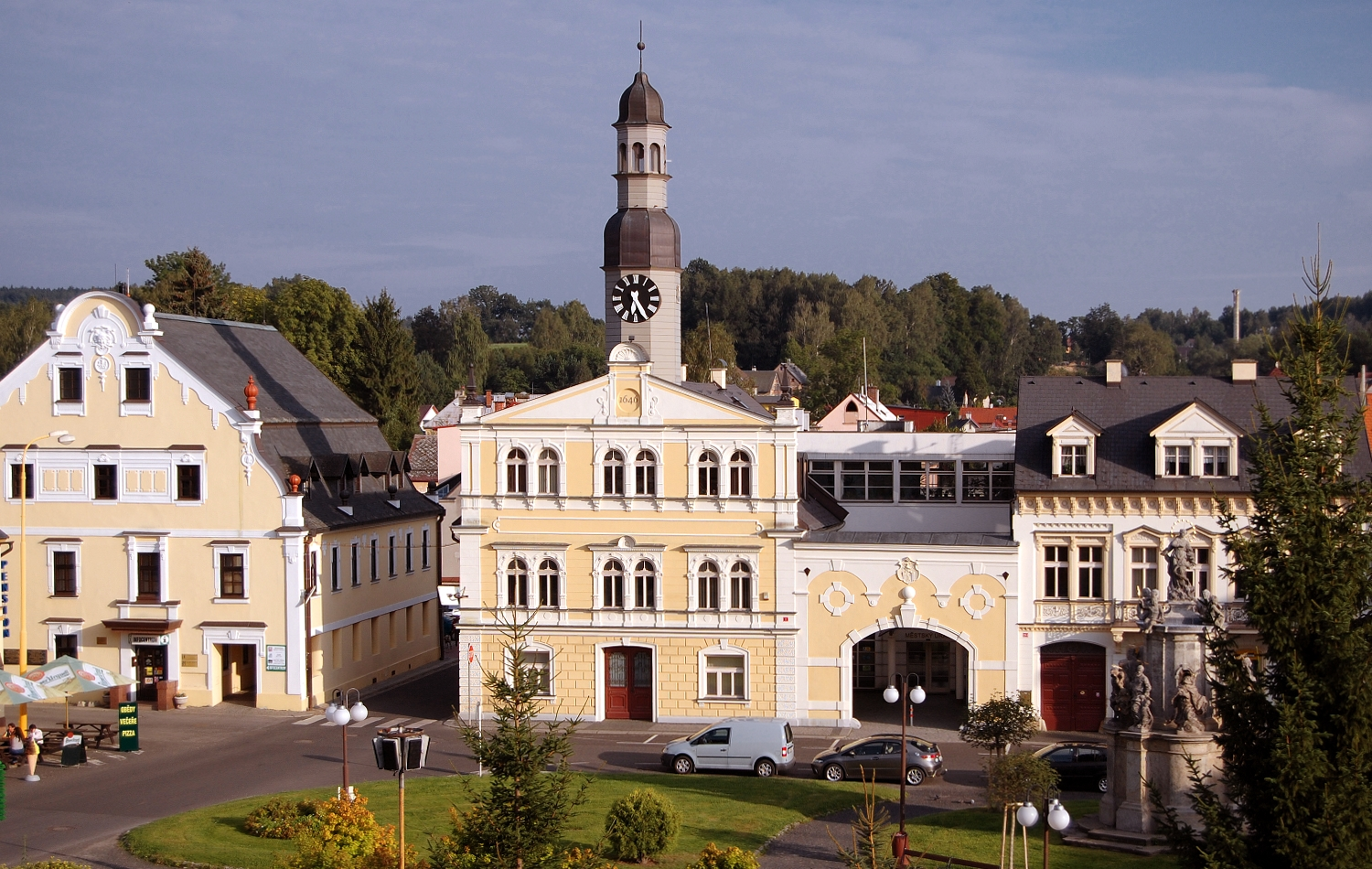
Stadtzentrum mit Rathaus

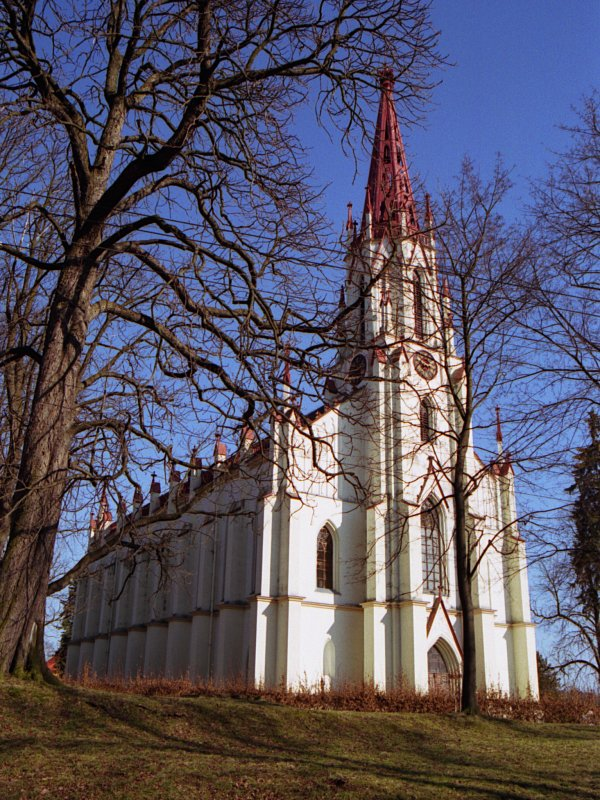
Laurentiuskirche

Die Stadt ist wahrscheinlich im 13. Jahrhundert entstanden, als Přemysl Ottokar II. in das tschechische Grenzland Siedler aus dem Umland eingeladen hatte, um dieses damals öde Gebiet aufzuwerten. Die erste schriftliche Erwähnung des Ortes stammt aus dem Jahr 1352 unter dem Namen Craczauia. Die ersten Bewohner waren Bergleute aus der sächsischen Stadt Pirna, die in der Umgebung Kupfer, Zinn, Blei, Silber und Gold abbauten. Die Kirche St. Laurentius wird bereits in den Errichtungsbüchern von 1384 erwähnt.
Im 15. Jahrhundert besetzten Hussiten die Stadt, die von hier aus Streifzüge in die Lausitz unternahmen. Schrittweise entstand auf beiden Seiten der Jeřice eine befestigte Siedlung.
Im Zuge eines erneuten Aufschwungs des Bergbaus erhielt der Ort 1527 das Stadtrecht. Nach wechselvollem Schicksal im Dreißigjährigen Krieg leitete die Tuchmacherei eine wirtschaftliche Blüte ein, die sich in der Industrialisierung fortsetzte. Während dieser Zeit gehörte Kratzau zur Grundherrschaft Grafenstein, die 12.600 Hektar umfasste und die 1707 Johann Wenzel von Gallas von den Grafen Trautmansdorff für 400.000 fl. käuflich erwarb und wirtschaftlich entwickelte. (siehe: Reichenberg. Stadt und Land im Neißetal. Ein Heimatbuch bearbeitet von Rudolf Gränzer unter Mitwirkung zahlreicher Heimatfreunde, herausgegeben vom Heimatkreis Reichenberg e. V. in der Heimatstube Reichenberg, Augsburg 1974) Zur Textilindustrie kam der Maschinenbau (Textilmaschinen). Ab der Mitte des 19. Jahrhunderts bildete Kratzau eine politische Gemeinde im Gerichtsbezirk Kratzau bzw. Bezirk Reichenberg, wobei sie Sitz des Bezirksgerichtes war. Hier wirkte sich auch ab Ende 1859 die modernere Verkehrserschließung durch die Bahnstrecke Liberec–Zittau aus.
Nach dem Münchner Abkommen gehörte die Stadt von 1938 bis 1945 zum Landkreis Reichenberg, Regierungsbezirk Aussig, im Reichsgau Sudetenland des Deutschen Reichs
Während des Zweiten Weltkrieges wurden in der Munitionsfabrik Spreewerk Kratzau Granaten hergestellt. In diesem Betrieb arbeiteten Gefangene und Frauen aus einem im benachbarten Weißkirchen befindlichen Außenlager des KZ Groß Rosen.
Aufgrund der Beneš-Dekrete wurde nach Ende des Krieges 1945 der größte Teil der deutschen Bevölkerung im Zuge der Vertreibung der Deutschen aus der Tschechoslowakei enteignet und vertrieben.
Die Einwohnerzahl sank zwischen 1945 und 1948 von 8.000 auf lediglich 3.000.

### Demographie
Bis 1945 war Kratzau überwiegend von Deutschböhmen besiedelt, die vertrieben wurden.
| Jahr | Einwohner | Anmerkungen                            |
| ---- | --------- | -------------------------------------- |
| 1830 | 1.889     | in 278 meist aus Holz gebauten Häusern |
| 1857 | 3.559     | am 31. Oktober                         |
| 1900 | 3.505     | deutsche Einwohner                     |
| 1930 | 4.740     | [ 10 ]                                 |
| 1939 | 4.339     | [ 10 ]                                 |

| Jahr      | 1970  | 1980  | 1991  | 1999  | 2001  | 2004  |
| --------- | ----- | ----- | ----- | ----- | ----- | ----- |
| Einwohner | 4.900 | 5.200 | 5.597 | 5.878 | 5.944 | 6.051 |

## Gemeindegliederung
Chrastava besteht aus den Ortsteilen Chrastava (Kratzau), Dolní Chrastava (Unterkratzau), Horní Chrastava (Oberkratzau), Andělská Hora (Engelsberg), Dolní Vítkov (Nieder Wittig), Horní Vítkov (Ober Wittig) und zwei Ortsgemeinden Víska (Kratzauer Neudörfel) und Vysoká (Hohendorf).
Das Gemeindegebiet gliedert sich in die Katastralbezirke Andělská Hora u Chrastavy, Dolní Chrastava, Dolní Vítkov, Horní Chrastava, Horní Vítkov, Chrastava I (Kratzau) und Chrastava II (Kratzau-Neustadt).

## Verkehr

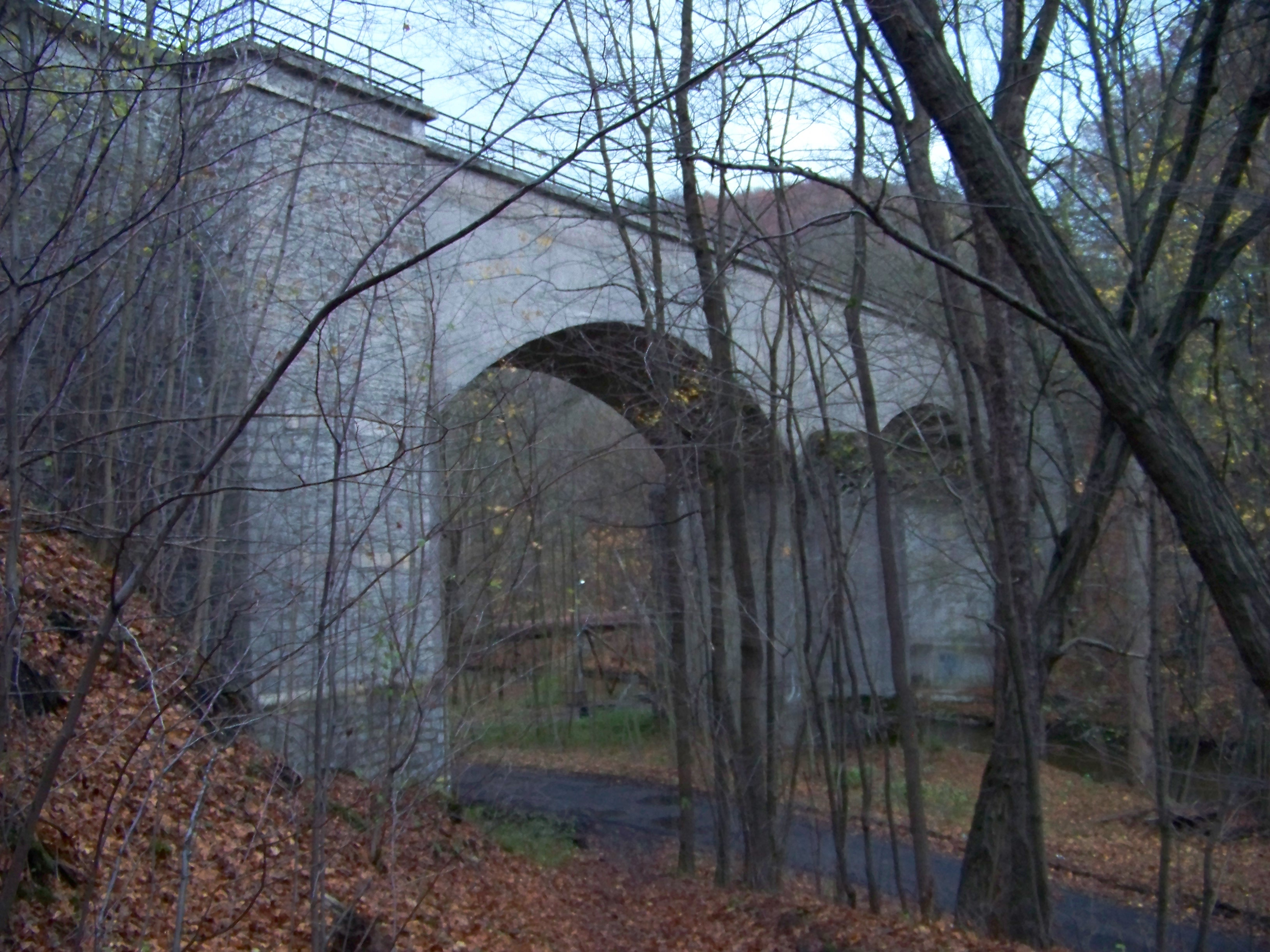
Eisenbahnbrücke bei Hamrštejn

Durch die Stadt führt die Bahnstrecke Zittau–Liberec und die Staatsstraße 35 von Liberec nach Zittau. Außerdem geht der Oder-Neiße-Radweg durch Kratzau.

## Sehenswürdigkeiten

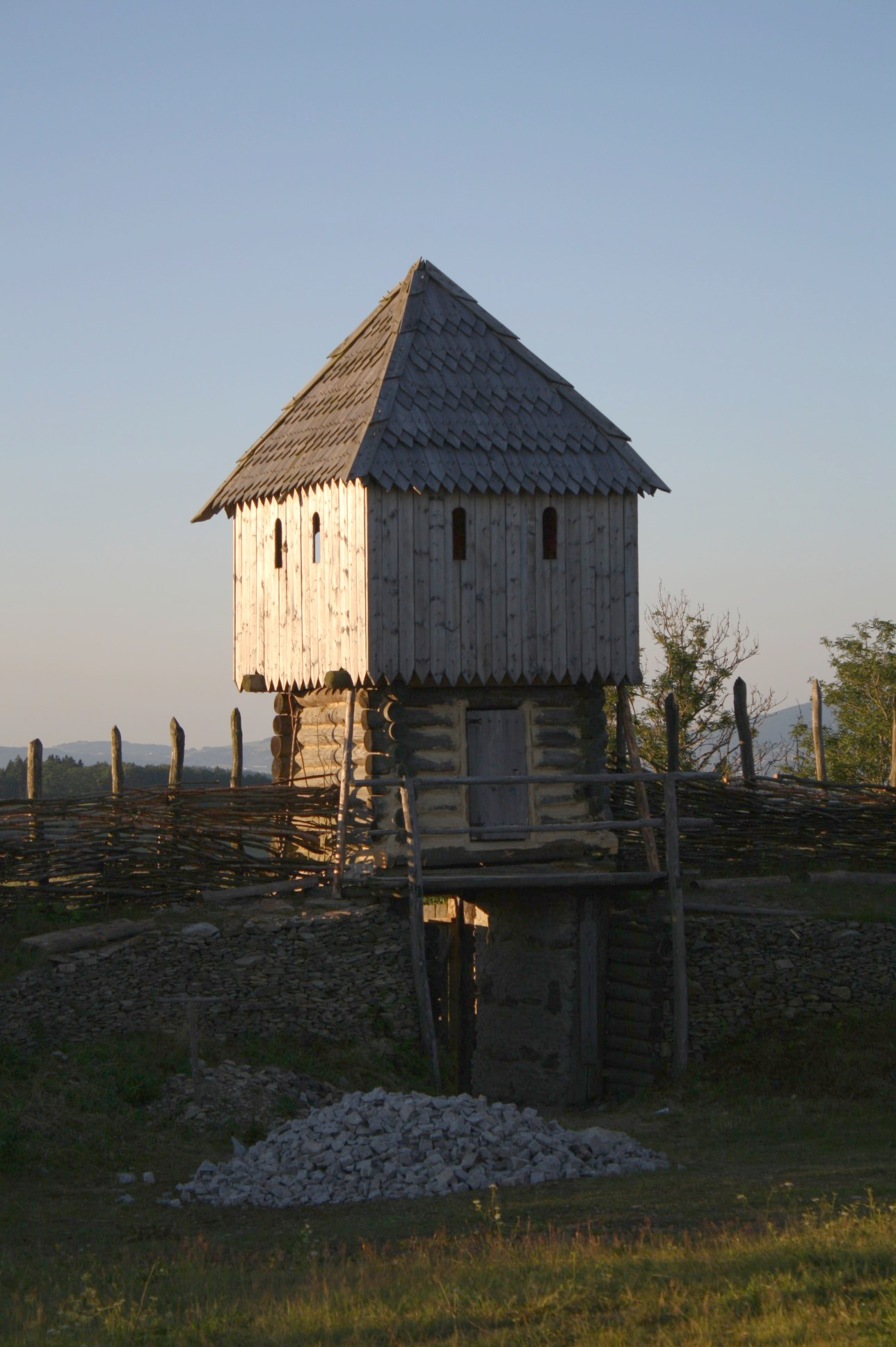
Curia Vitkov

- St. Laurentius-Kirche (Kostel sv. Vavřince): ursprünglicher Bau (um 1300) wurde außer dem Turm aus dem 16. Jahrhundert abgerissen und in neugotischem Stil neu gebaut (1866–1868)
- Führichhaus: Geburtshaus des Malers Joseph von Führich (Rodný dům malíře Josefa Führicha).
- Denkmal des Malers Josef Führich im Park hinter der Kirche
- Feuerwehrmuseum
- Archäologisches Freilichtmuseum Curia Vitkov bei Horní Vítkov

## Städtepartnerschaften
- Eichstätt, Deutschland
- Lwówek Śląski, Polen

## Persönlichkeiten

### Söhne und Töchter der Stadt
- David Schwertner (auch: Schwerdtner; 1625–1666), lutherischer Theologe, Professor der Ethik und Dekan an der Universität Leipzig
- Wenzel Führich (1768–1836), Handwerker und Maler
- Valentin von Siebeneicher (1783–1861), Offizier
- Joseph von Führich (1800–1876), Maler
- Karl Damian von Schroff (1802–1887), Arzt, Professor und Rektor an der Wiener Universität
- Gustav Kratzmann (1812–1902), Maler
- Wilhelm Kandler (1816–1896), Maler
- Franz Josef Schütky (1817–1893), Opernsänger und Komponist, 40 Jahre in Stuttgart tätig
- Franz Heller (1878–1944), Politiker und Abgeordneter der deutschen Minderheit im tschechoslowakischen Abgeordnetenhaus
- Richard Placht (1880–1962), Bildhauer und Medailleur
- Adolf Enge (1885–1952), Rechtsanwalt und Politiker
- Karl Kneschke (1898–1959), Politiker
- Hans Leutelt (1914–1936), Radrennfahrer
- Erwin Pohl (1914–2013), Hinterglaskünstler

- Willi Sitte (1921–2013), Maler

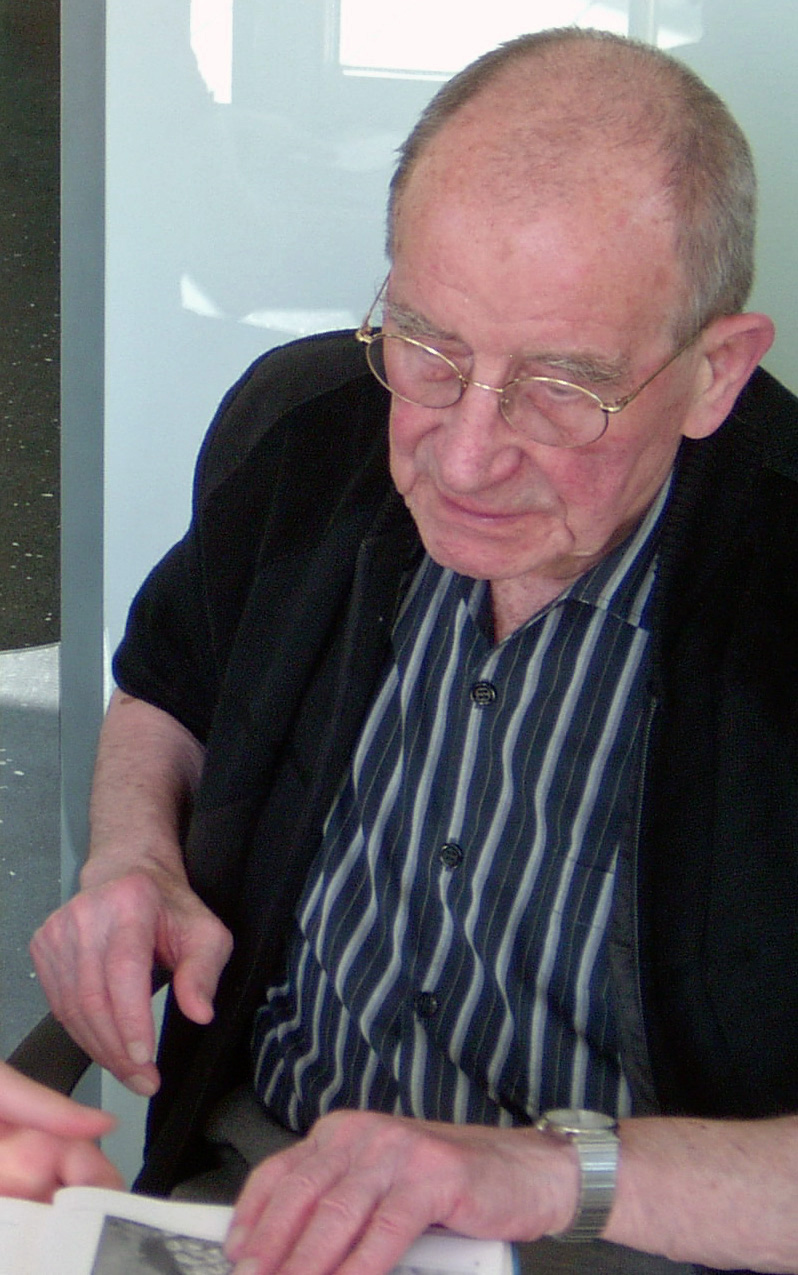
Willi Sitte

- Rudolf Sitte (1922–2009), Bildhauer, Maler, Grafiker und Keramiker

### Weitere Persönlichkeiten
Der österreichische Bundespräsident Theodor Körner (1873–1957) wuchs in der Stadt auf.